# Desmodium strigillosum
Desmodium strigillosum är en ärtväxtart som beskrevs av Anton Karl Schindler. Desmodium strigillosum ingår i släktet Desmodium och familjen ärtväxter. Inga underarter finns listade i Catalogue of Life.